# J SPORTSラグビー中継
J SPORTSラグビー中継（ジェイ・スポーツ・ラグビーちゅうけい）は、J SPORTS及びJ SPORTSオンデマンドで放送されているラグビー中継である。

## 概要
JSPORTSは前身であるSKY sports時代、1997年には日本ラグビー協会と独占放映権契約を締結。以降国内外問わず多くの試合を放送している。特に日本代表の試合は2021年11月にオータム・ネイションズシリーズに指定されたテストマッチがWOWOWで中継される まで全試合放送していた。

## 放送カード

### 現在

#### 国内カード
- ジャパンラグビーリーグワン
- 日本ラグビーフットボール選手権大会
- 全国大学ラグビーフットボール選手権大会
- 関東大学ラグビー対抗戦
- 関東大学ラグビーリーグ戦
- 関西大学ラグビー
- 全国高等学校ラグビーフットボール大会・都道府県大会代表決定戦
- 全国クラブラグビーフットボール大会

#### 海外ラグビー
ラグビーワールドカップ
1999年大会から全試合を中継。
テストマッチ
現在日本戦及びWOWOWが中継しない注目カードを中継。

### 過去
トップリーグ
注目試合を生中継で全試合放送。なおラストシーズンのリーグでは全試合を実況・解説付きで放送した。
シックス・ネイションズ
1998年度から2015年度まで放送。
スーパーラグビー
1997年度から2020年度まで放送。
全国社会人ラグビーフットボール大会
1997年度から大会が終了した2002年度まで放送。
プレミアシップ
フランス選手権トップ14
ラグビーワールドカップセブンズ
ザ・ラグビーチャンピオンシップ

## 解説者一覧
2024年度時点
五十音順。
- 大西将太郎
- 菊谷崇
- 後藤翔太
- 小林深緑郎
- 鈴木彩香
- 田村一博
- 直江光信
- 藤島大
- 野澤武史
- 村上晃一

## 実況
2024年度時点
- 土居壮
- 矢野武
- 谷口廣明
- 大前一樹
- 熊谷龍一
- 住田洋
- 松本圭祐
- 長澤洋明
- 中野玄

## テーマソング
- Go Forward／田中美里(2014年度～[3]・高校・大学ラグビー[4])
- BEEP／SennaRin(2021年12月～[5]・ラグビー中継全般)

## 関連番組

### ラグビー 一人語り
ラグビージャーナリスト藤島大が毎回１人のラグビー関係者を語るJ SPORTSの番組。

### ラグビー・プラネット
J SPORTSで放送されたラグビー情報番組。

### ラグビー わんだほー! 〜ラグビー情報番組〜
2021年12月26日より放送開始されたラグビー情報番組。